# Саар
Са́арланд/Заарлянд (нім. Saarland [ˈzaːɐ̯lantʰ]) — земля Федеративної Республіки Німеччина. Розташована в південно-західній частині країни. Столиця — місто Саарбрюкен. Сусідами землі є Рейнланд-Пфальц, а також Франція і Люксембург. Утворена 1 січня 1957 року. Площа — 2.569,69 км². Населення — 982 348 (31 грудня 2021). На теренах землі розмовляють німецькою.   СДПН очолюють земельний уряд. Голова уряду —  Анке Релінґер (СДПН). За результами виборів до ландтагу, що відбулися 27 березня 2022 року, в ньому представлені такі партії: СДПН (29), ХДС (19 депутата), АдН (3). Має 3 депутатів у Бундесраті, верхній палаті парламенту Німеччини. Валовий внутрішній продукт землі складає 35,30 млрд € (2017). Борг землі становить 14,104 млрд (31 грудня 2016). Рівень безробіття — 6,0 % (листопад 2019). Міжнародний код — DE-SL.

## Назва
- Саар (нім. Saarland, [ˈzaːɐ̯lantʰ]) — найпоширеніша назва землі.
- Саарланд, земля Саар або Саарська земля (нім. Saarland) — офіційна назва землі.
- Саравія (лат. Saravia)
- Сарсько (чеськ. Sársko)
- Саара (пол. Saara)
- Сар (фр. Sarre)

Назва походить від річки Саар.

## Географія
Особливості: одна третина покрита лісами, з півночі на південь протікає річка Саар. Відрізняється горбистою місцевістю. Міста — Саарбрюкен, Гомбург, Кіррберг.

## Історія
Територія Саара розташована на кордоні між Німеччиною і Францією і багато разів переходила з рук в руки між цими державами. У 1919 областю Саар керувала Французька республіка за визначенням Ліги Націй. У 1920–1935 Саар вважався частиною Німеччини, але був окупований адміністрацією союзників, потім, за плебісцитом, увійшов до гітлерівського Третього рейху як «Західна прикордонна марка». Гітлер назвав її Саарбрюкен.
Після Другої світової війни Саар був знов окупований союзниками, ставши частиною французької окупаційної зони в 1945 і французьким протекторатом, частиною економічного союзу з Францією в 1947, — і навіть встиг взяти участь в Олімпійських іграх як самостійна держава. США і Велика Британія прагнули включити Саар, услід за Ельзасом і Лотарингією, до складу Франції, тоді як сама Франція виступала за перетворення Саара на незалежну прикордонну державу, на зразок Люксембурга. Ця остання пропозиція була винесена на референдум і відхилена 65 % саарців, які прагнули до возз'єднання з ФРН. 1 січня 1957 року після запеклої суспільної дискусії й нового референдуму Саар увійшов до складу ФРН як федеральна земля. Згідно з укладеним тоді франко-німецьким договором, у саарських школах як першу іноземну мову вивчають французьку.

## Ландтаг

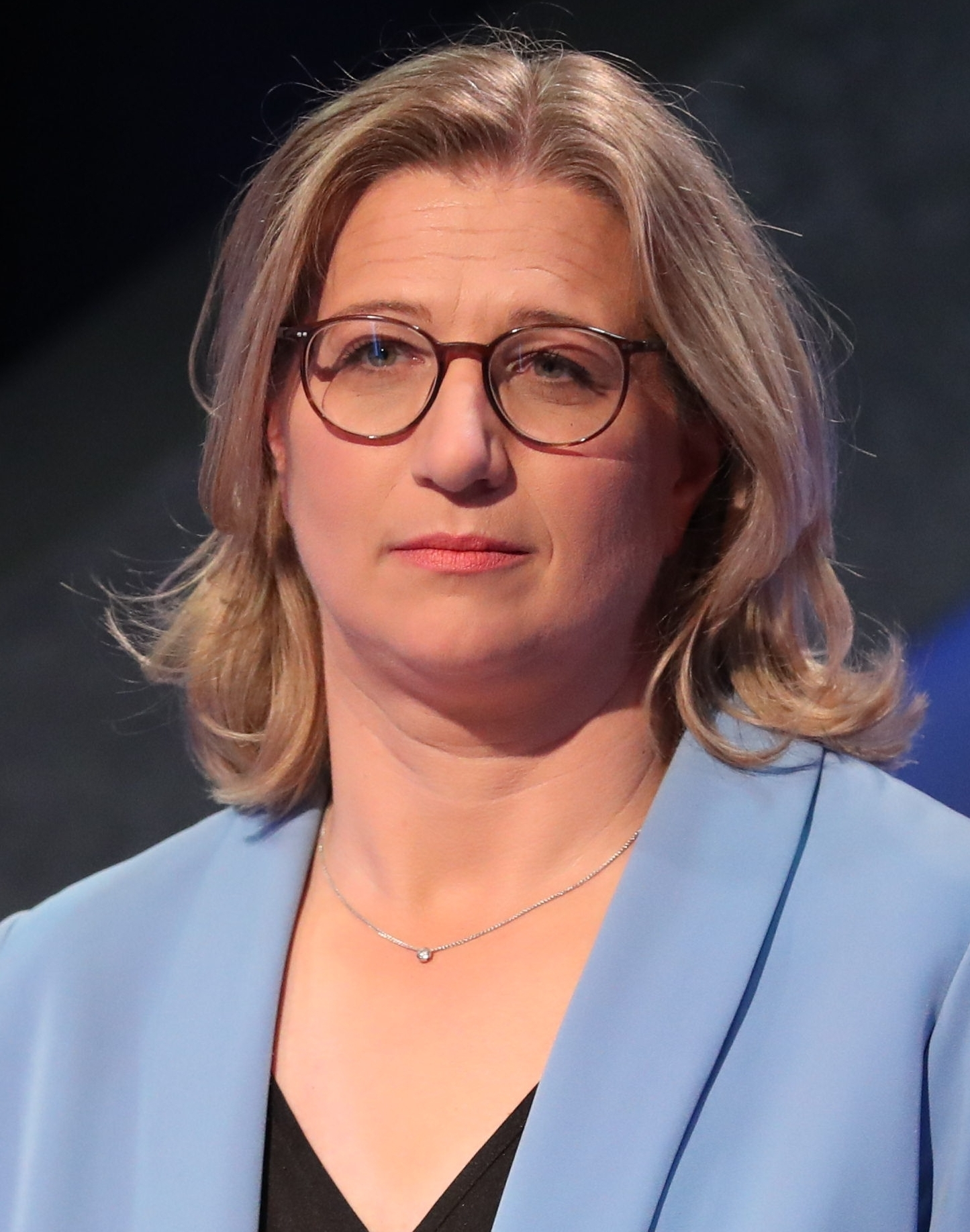
Анке Релінґер, голова земельного уряду з 2022 року.

Розподіл місць у Саарському ландтазі за результатами виборів 27 березня 2022 року. Уряд очолює  СДПН.

Розподіл 51 місць: 

## Економіка
Виробництво: зернові, домашня худоба, свині, птахівництво. Раніше розвивалася як вуглевидобувна і металургійна зона, зараз підприємства існують тільки за рахунок державних субсидій.